# Acraea albicolor
Acraea albicolor är en fjärilsart som beskrevs av Stoneham 1943. Acraea albicolor ingår i släktet Acraea och familjen praktfjärilar. Inga underarter finns listade i Catalogue of Life.